# 34877 Tremsin
34877 Tremsin è un asteroide della fascia principale. Scoperto nel 2001, presenta un'orbita caratterizzata da un semiasse maggiore pari a 2,3409074 au e da un'eccentricità di 0,1461625, inclinata di 6,79620° rispetto all'eclittica.